# فهرست بزرگراه‌های شماره ۹۵
بزرگراه شماره ۹۵ یا مسیر ۹۵ ممکن است به یکی از موارد زیر اشاره داشته باشد:

## اروپا
- جاده ئی۹۵ اروپا

## ایران
- جاده ۹۵ (ایران)

## ایالات متحده آمریکا
- بزرگراه میان‌ایالتی ۹۵